# La Rochelle
La Rochelle (pronunciación en francés: /la ʁɔʃɛl/; en occitano, La Rochèla; o en español, La Rochela) es una ciudad ubicada en la costa atlántica de Francia, capital del departamento de Charente Marítimo, en la región de Nueva Aquitania. Ha sido un centro de pesca y comercio desde el XII. La ciudad antigua tiene casas medievales con entramado de madera y arquitectura renacentista, que incluye callejones cubiertos con arcos del XVII. Alberga un aeropuerto compartido con la isla de Ré.

## Historia
La Rochelle se menciona por primera vez a en el siglo XI. Era entonces un pequeño pueblo de pescadores llamado Rochella (un diminutivo de Roche, roca), porque estaba construido sobre una plataforma rocosa. Empieza a desarrollarse y obtiene a finales del siglo XI su estatuto de ciudad libre (por la carta «charte de commune»), deshaciéndose así de la tutela feudal. Por su excelente localización geográfica (cerca de la isla de Ré), crece el comercio y la prosperidad del puerto. Sus socios comerciales predilectos son Gran Bretaña y el norte de Europa. Durante la guerra de los Cien Años la ciudad permaneció en manos inglesas hasta que en 1372 la armada de Castilla (aliada de Francia) derrota contundentemente en sus aguas a la inglesa en la llamada batalla de La Rochela, facilitando así la posterior conquista franco-española de la plaza.
El cosmopolitismo, el relativo alejamiento de París y las influencias nórdicas hacen que las ideas laicas y luego reformistas se impongan con facilidad. La Rochelle se vuelve de hecho la capital gala del protestantismo. En ella se firman en 1571 las Confesiones de Fe de las Iglesias Reformadas de Francia. Los grandes jefes protestantes, como La Rochefoucauld y Enrique de Navarra, futuro Enrique IV de Francia, se instalan allá, seguidos de los hugonotes (protestantes expulsados de Francia) que obtienen privilegios económicos y desarrollan el comercio con África, Sudamérica y Terra Nova (en Canadá).

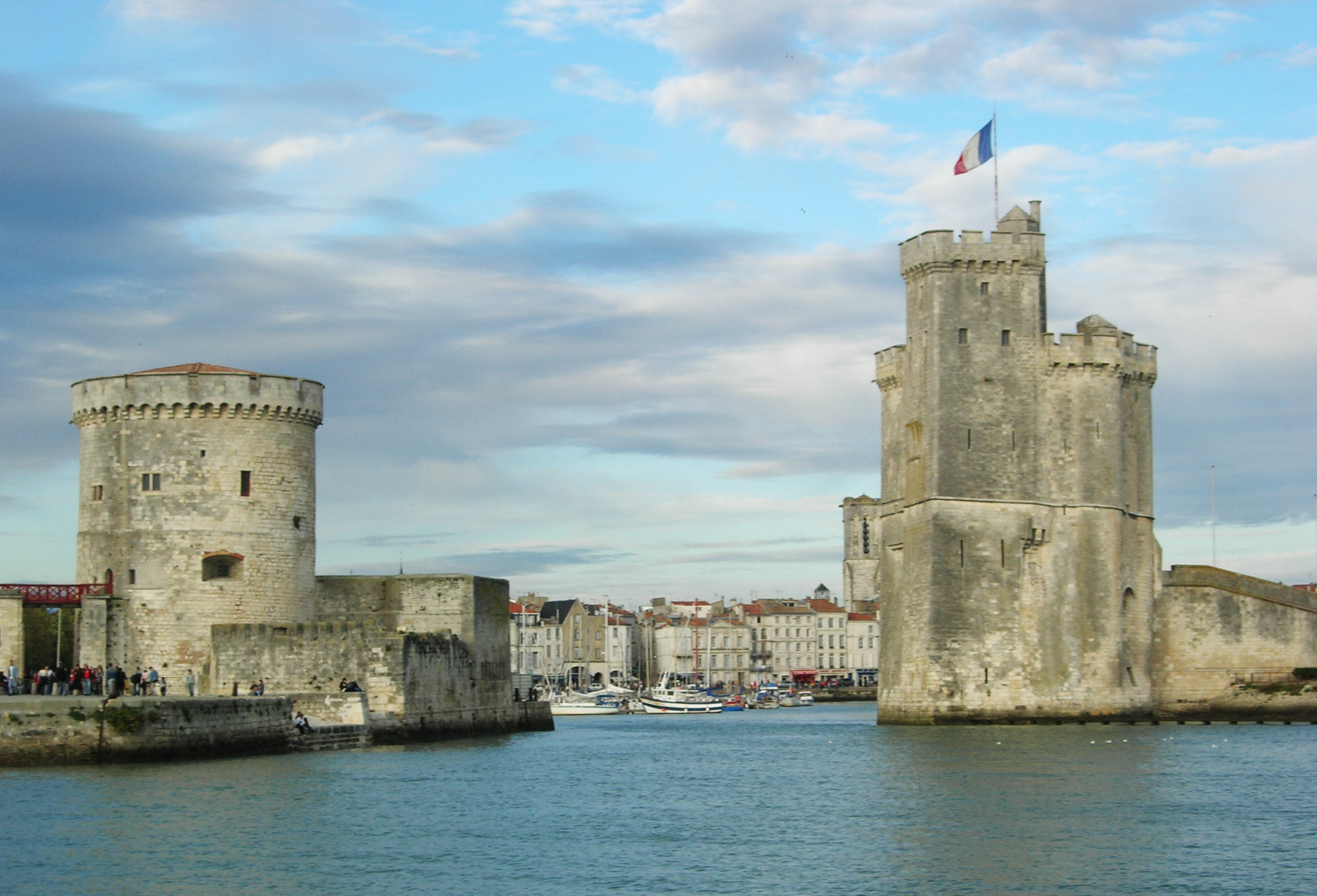
Entrada al puerto viejo de La Rochela

La ciudad se aprovecha de los conflictos entre Inglaterra y Francia para distanciarse de París. El rey Carlos IX de Francia, celoso del poderío del puerto, decide retomar el mando enviando un gobernador para dirigir La Rochelle en el interés del reino (y captar algo de su riqueza). Los nobles de la ciudad rehúsan, lo que provoca el asedio del puerto por las tropas reales en 1572. Con la ayuda por mar de los ingleses, la ciudad resiste y obtiene una paz negociada. A principios del siglo XVII, los protestantes representaban el 90 % de la población. La prosperidad está asegurada por el comercio tradicional del vino y la sal, la pesca del bacalao y el nuevo comercio de las pieles provenientes de Canadá.
Sin embargo, la monarquía francesa adopta el absolutismo con el cardenal Richelieu y Luis XIII, y no tolera ya la autogestión de una ciudad del reino, rica, protestante y de dudosa fidelidad para con la corona. En 1627 y 1628 las tropas reales asedian la ciudad por tierra y mar para no repetir el error de medio siglo antes. Los ingleses no logran compensar la inferioridad de los asediados y la ciudad es vencida. Pierde todos sus privilegios menos la libertad de culto (por poco tiempo) y mueren uno de cada cinco habitantes. El comercio se derrumba, el cambio de política religiosa lleva a las conversiones forzosas al catolicismo, religión de Estado, y familias enteras huyen a New Rochelle en América.
En el transcurso del siglo XVIII culmina el comercio triangular entre África, América y Europa (esclavos de Cabo Verde y Guinea son llevados a las plantaciones de Santo Domingo, de donde se trae el azúcar, el café y el colorante índigo). La Rochelle era en aquella época el segundo puerto negrero de Francia tras Nantes. Esta prosperidad no resistió a las revueltas negreras de Santo Domingo, que condujo a la prohibición de la trata de negros. A finales del siglo XIX se construyó en La Pallice un nuevo puerto con capacidad para acoger grandes buques, y la economía se recuperó. En el censo de 1921 tenía contabilizada una población de 39 770 habitantes. Durante la Segunda Guerra Mundial fue ocupada hasta el 8 de mayo de 1945. La marina alemana, utilizando mano de obra esclava, creó una de las mayores bases de submarinos del Atlántico, que aun existe y que está bajo la supervisión de la Marina francesa.

## Clima
| Parámetros climáticos promedio de La Rochelle (normales 1981–2010, extremos 1955–presente) | Parámetros climáticos promedio de La Rochelle (normales 1981–2010, extremos 1955–presente) | Parámetros climáticos promedio de La Rochelle (normales 1981–2010, extremos 1955–presente) | Parámetros climáticos promedio de La Rochelle (normales 1981–2010, extremos 1955–presente) | Parámetros climáticos promedio de La Rochelle (normales 1981–2010, extremos 1955–presente) | Parámetros climáticos promedio de La Rochelle (normales 1981–2010, extremos 1955–presente) | Parámetros climáticos promedio de La Rochelle (normales 1981–2010, extremos 1955–presente) | Parámetros climáticos promedio de La Rochelle (normales 1981–2010, extremos 1955–presente) | Parámetros climáticos promedio de La Rochelle (normales 1981–2010, extremos 1955–presente) | Parámetros climáticos promedio de La Rochelle (normales 1981–2010, extremos 1955–presente) | Parámetros climáticos promedio de La Rochelle (normales 1981–2010, extremos 1955–presente) | Parámetros climáticos promedio de La Rochelle (normales 1981–2010, extremos 1955–presente) | Parámetros climáticos promedio de La Rochelle (normales 1981–2010, extremos 1955–presente) | Parámetros climáticos promedio de La Rochelle (normales 1981–2010, extremos 1955–presente) |
| Mes                                                                                        | Ene.                                                                                       | Feb.                                                                                       | Mar.                                                                                       | Abr.                                                                                       | May.                                                                                       | Jun.                                                                                       | Jul.                                                                                       | Ago.                                                                                       | Sep.                                                                                       | Oct.                                                                                       | Nov.                                                                                       | Dic.                                                                                       | Anual                                                                                      |
| ------------------------------------------------------------------------------------------ | ------------------------------------------------------------------------------------------ | ------------------------------------------------------------------------------------------ | ------------------------------------------------------------------------------------------ | ------------------------------------------------------------------------------------------ | ------------------------------------------------------------------------------------------ | ------------------------------------------------------------------------------------------ | ------------------------------------------------------------------------------------------ | ------------------------------------------------------------------------------------------ | ------------------------------------------------------------------------------------------ | ------------------------------------------------------------------------------------------ | ------------------------------------------------------------------------------------------ | ------------------------------------------------------------------------------------------ | ------------------------------------------------------------------------------------------ |
| Temp. máx. abs. (°C)                                                                       | 16.3                                                                                       | 21.2                                                                                       | 25.0                                                                                       | 29.1                                                                                       | 33.6                                                                                       | 40.5                                                                                       | 39.0                                                                                       | 38.2                                                                                       | 34.6                                                                                       | 30.1                                                                                       | 22.2                                                                                       | 18.7                                                                                       | 40.5                                                                                       |
| Temp. máx. media (°C)                                                                      | 9.1                                                                                        | 10.2                                                                                       | 13.0                                                                                       | 15.5                                                                                       | 19.1                                                                                       | 22.3                                                                                       | 24.4                                                                                       | 24.5                                                                                       | 22.1                                                                                       | 18.1                                                                                       | 13.0                                                                                       | 9.7                                                                                        | 16.8                                                                                       |
| Temp. media (°C)                                                                           | 6.6                                                                                        | 7.1                                                                                        | 9.6                                                                                        | 11.8                                                                                       | 15.4                                                                                       | 18.5                                                                                       | 20.5                                                                                       | 20.5                                                                                       | 18.1                                                                                       | 14.7                                                                                       | 10.0                                                                                       | 7.1                                                                                        | 13.4                                                                                       |
| Temp. mín. media (°C)                                                                      | 4.0                                                                                        | 4.1                                                                                        | 6.3                                                                                        | 8.1                                                                                        | 11.7                                                                                       | 14.6                                                                                       | 16.7                                                                                       | 16.5                                                                                       | 14.0                                                                                       | 11.3                                                                                       | 7.1                                                                                        | 4.5                                                                                        | 9.9                                                                                        |
| Temp. mín. abs. (°C)                                                                       | -11.5                                                                                      | -13.6                                                                                      | -6.6                                                                                       | -1.2                                                                                       | 1.9                                                                                        | 4.9                                                                                        | 8.1                                                                                        | 8.8                                                                                        | 5.4                                                                                        | -0.4                                                                                       | -5.4                                                                                       | -9.5                                                                                       | -13.6                                                                                      |
| Precipitación total (mm)                                                                   | 74.0                                                                                       | 56.8                                                                                       | 53.9                                                                                       | 64.9                                                                                       | 55.8                                                                                       | 39.1                                                                                       | 43.9                                                                                       | 45.0                                                                                       | 60.3                                                                                       | 91.9                                                                                       | 93.5                                                                                       | 87.9                                                                                       | 767.0                                                                                      |
| Días de precipitaciones (≥ 1.0 mm)                                                         | 11.9                                                                                       | 9.1                                                                                        | 9.7                                                                                        | 10.3                                                                                       | 9.3                                                                                        | 6.7                                                                                        | 6.6                                                                                        | 6.3                                                                                        | 7.4                                                                                        | 11.9                                                                                       | 12.4                                                                                       | 12.5                                                                                       | 114.1                                                                                      |
| Días de nevadas (≥ 1 mm)                                                                   | 1.0                                                                                        | 0.9                                                                                        | 0.5                                                                                        | 0.2                                                                                        | 0.0                                                                                        | 0.0                                                                                        | 0.0                                                                                        | 0.0                                                                                        | 0.0                                                                                        | 0.0                                                                                        | 0.2                                                                                        | 0.9                                                                                        | 3.7                                                                                        |
| Horas de sol                                                                               | 84.3                                                                                       | 114.6                                                                                      | 165.8                                                                                      | 196.8                                                                                      | 231.3                                                                                      | 261.2                                                                                      | 271.0                                                                                      | 259.6                                                                                      | 212.1                                                                                      | 140.5                                                                                      | 92.3                                                                                       | 76.3                                                                                       | 2105.5                                                                                     |
| Humedad relativa (%)                                                                       | 87                                                                                         | 84                                                                                         | 80                                                                                         | 78                                                                                         | 79                                                                                         | 77                                                                                         | 76                                                                                         | 77                                                                                         | 79                                                                                         | 83                                                                                         | 86                                                                                         | 88                                                                                         | 81.2                                                                                       |
| Fuente n.º 1: Meteo France                                                                 |                                                                                            |                                                                                            |                                                                                            |                                                                                            |                                                                                            |                                                                                            |                                                                                            |                                                                                            |                                                                                            |                                                                                            |                                                                                            |                                                                                            |                                                                                            |
| Fuente n.º 2: Infoclimat.fr (humedad y días con nieve 1961–1990)                           |                                                                                            |                                                                                            |                                                                                            |                                                                                            |                                                                                            |                                                                                            |                                                                                            |                                                                                            |                                                                                            |                                                                                            |                                                                                            |                                                                                            |                                                                                            |

## Demografía
| 22 000 | 17 512 | 18 346 | 12 327 | 16 720 | 14 857 | 17 358 | 16 505 | 16 175 | 18 904 | 18 720 | 19 506 | 19 583 | 22 464 | 23 829 | 26 808 | 28 376 | 31 559 | 33 858 | 36 371 | 39 770 | 41 521 | 45 043 | 47 737 | 48 923 | 58 799 | 66 590 | 73 347 | 79 757 | 75 840 | 71 094 | 76 584 | 77 800 | 76 848 |
| Para los censos de 1962 a 1999 la población legal corresponde a la población sin duplicidades (Fuente: INSEE [Consultar]) |        |        |        |        |        |        |        |        |        |        |        |        |        |        |        |        |        |        |        |        |        |        |        |        |        |        |        |        |        |        |        |        |        |

## Educación
- La Rochelle Business School

## Interés turístico
El casco viejo de la ciudad tiene varios edificios del siglo XII. Las torres (de la Chaîne, San Nicolás, en el viejo puerto, del Gran Reloj y de la Lanterne) datan de los siglos XIV y XV, mientras que el Ayuntamiento es de estilo renacentista. La ciudad alberga también muchos museos, entre ellos el museo acuático «L'Aquarium»1 (El acuario). El segundo puerto de ocio de Francia, "Les Minimes", se encuentra al sur de la ciudad.

## Acuerdos de cooperación internacional
La ciudad de La Rochelle ha firmado vínculos de cooperación perdurables, en carácter de acuerdos de cooperación internacional, con las siguientes provincias o ciudades:
- Provincia de Corrientes (Argentina, diciembre de 2008)[15]